# Brancasaurus
Brancasaurus es un género extinto de plesiosaurio leptocleídido del Cretácico inferior de lo que hoy es Alemania. La especie tipo es Brancasaurus brancai, en primer lugar el nombre de Wegner en 1914 en honor del paleontólogo alemán Wilhelm von Branca. Brancasaurus era externamente similar a Plesiosaurus; como otros plesiosaurios, tenía un cuello largo y cabeza pequeña.

## Descripción

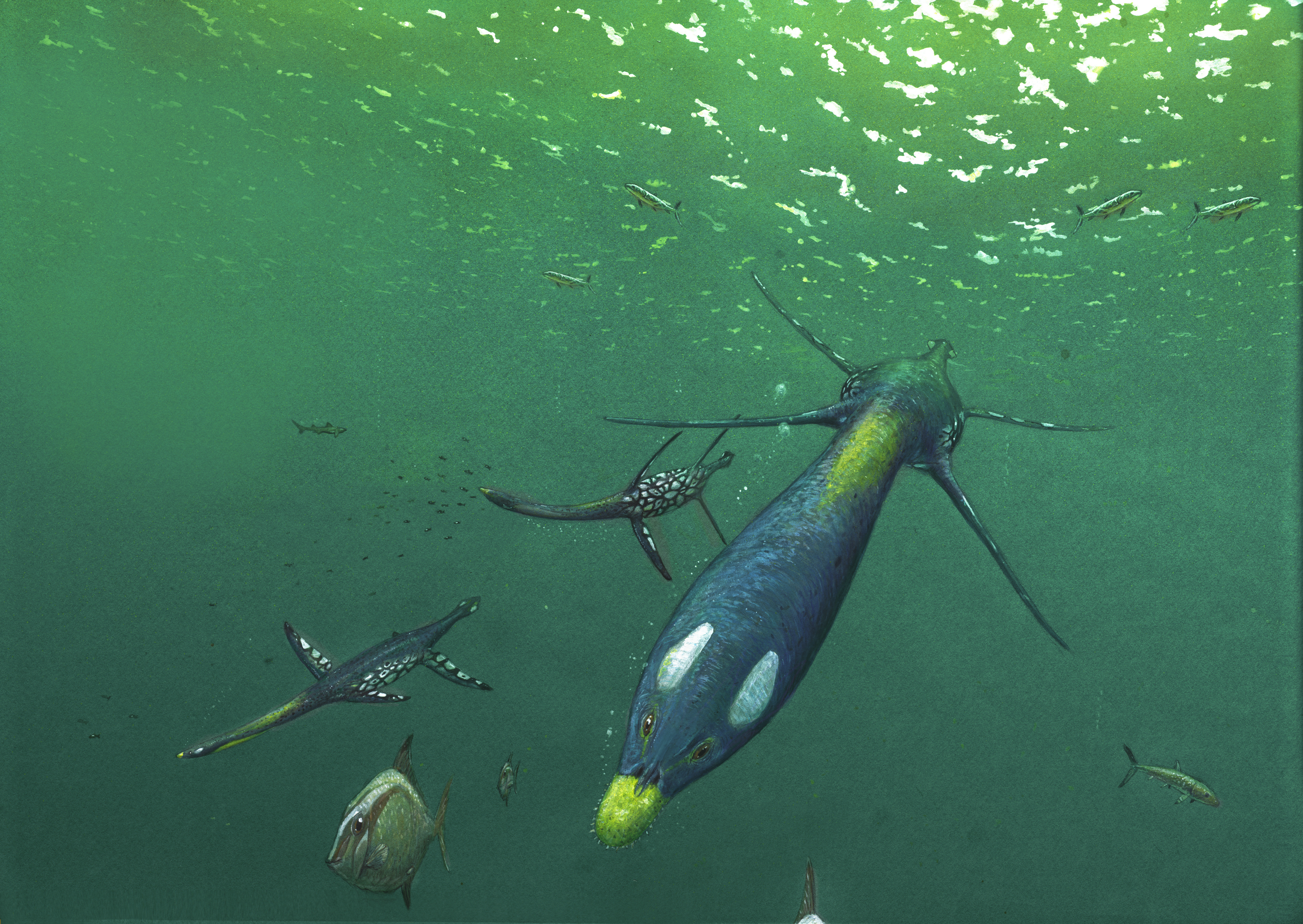
Un grupo de Brancasaurus brancai en su hábitat natural junto con algunos pycnodontiformes, Caturus e Hybodus en el fondo.

Este reptil es conocido gracias al fósil casi completo de un espécimen encontrado cerca de Gronau_(Borken), en el noroeste de Alemania. Su longitud es más modesta comparada con la de muchos otros plesiosaurios (por ejemplo, Elasmosaurus), y no sobrepasaba los 3,5 metros. Como todos los plesiosaurios, también Brancasaurus tenía sus miembros transformados en aletas, un cuello largo y una cabeza pequeña armada con dientes afilados. En contraste con Elasmosaurus y similares, el cuello de Brancasaurus no era excepcionalmente largo, ya que solo tenía sólo 37 vértebras cervicales (en comparación, el cuello de Elasmosaurus tenía más de 70).

## Clasificación
Brancasaurus fue descrito originalmente en 1914 y fue durante mucho tiempo considerado como uno de los miembros más basales ("primitivos") de la familia de los elasmosáuridos, un grupo de plesiosaurios caracterizados por su cuello sumamente alargado y con notables especializaciones. 
Uno estudio más reciente (Ketchum & Benson, 2010) ha asignado a Brancasaurus en la familia de los leptocleididos, un grupo de plesiosaurios de características más primitivas, que sobrevivieron hasta el Cretácico, llegando algunos géneros a colonizar ecosistemas de agua dulce.